# Lohals
Lohals – miasto w Danii, w regionie Dania Południowa, w gminie Langeland.